# Campionati italiani di sci alpino 1994
Ai Campionati italiani di sci alpino 1994, organizzati per le discipline tecniche a Roccaraso dallo Sci Club Eur di Roma, furono assegnati i titoli di discesa libera, supergigante, slalom gigante, slalom speciale e combinata, sia maschili sia femminili.
Trattandosi di competizioni valide anche ai fini del punteggio FIS, vi parteciparono anche sciatori di altre federazioni, senza che questo consentisse loro di concorrere al titolo nazionale italiano.

## Risultati

### Uomini

#### Discesa libera
| Pos. | Atleta            | Nazione |
| ---- | ----------------- | ------- |
| 1    | Kristian Ghedina  | Italia  |
| 2    | Ernesto De Mattia | Italia  |
| 3    | Peter Runggaldier | Italia  |

#### Supergigante
| Pos. | Atleta            | Nazione |
| ---- | ----------------- | ------- |
| 1    | Werner Perathoner | Italia  |
| 2    | Maurizio Feller   | Italia  |
| 3    | Peter Runggaldier | Italia  |

#### Slalom gigante
| Pos. | Atleta            | Nazione |
| ---- | ----------------- | ------- |
| 1    | Norman Bergamelli | Italia  |
| 2    | Matteo Belfrond   | Italia  |
| 3    | Ivan Bormolini    | Italia  |

#### Slalom speciale
| Pos. | Atleta            | Nazione |
| ---- | ----------------- | ------- |
| 1    | Alberto Tomba     | Italia  |
| 2    | Norman Bergamelli | Italia  |
| 3    | Fabio De Crignis  | Italia  |

#### Combinata
| Pos. | Atleta            | Nazione |
| ---- | ----------------- | ------- |
| 1    | Gianfranco Martin | Italia  |
| 2    | Matteo Nana       | Italia  |
| 3    | Luca Cattaneo     | Italia  |

### Donne

#### Discesa libera
| Pos. | Atleta            | Nazione |
| ---- | ----------------- | ------- |
| 1    | Bibiana Perez     | Italia  |
| 2    | Barbara Merlin    | Italia  |
| 3    | Alessandra Merlin | Italia  |

#### Supergigante
| Pos. | Atleta            | Nazione |
| ---- | ----------------- | ------- |
| 1    | Barbara Merlin    | Italia  |
| 2    | Leila Demez       | Italia  |
| 3    | Alessandra Merlin | Italia  |

#### Slalom gigante
| Pos. | Atleta             | Nazione |
| ---- | ------------------ | ------- |
| 1    | Deborah Compagnoni | Italia  |
| 2    | Sabina Panzanini   | Italia  |
| 3    | Roberta Pergher    | Italia  |

#### Slalom speciale
| Pos. | Atleta          | Nazione |
| ---- | --------------- | ------- |
| 1    | Roberta Pergher | Italia  |
| 2    | Bibiana Perez   | Italia  |
| 3    | Lara Magoni     | Italia  |

#### Combinata
| Pos. | Atleta        | Nazione |
| ---- | ------------- | ------- |
| 1    | Bibiana Perez | Italia  |
| 2    | ?             | ?       |
| 3    | ?             | ?       |